# Ма Буфан
Ма Буфан  (спрощ.: 马步芳; піньїнь: Mǎ Bùfāng, акад. Ма́ Буфа́н (1903 Ганьсу Династія Цін — Джидда Саудівська Аравія 31 липня 1975) — відомий китайський мусульманський полководець у Китаї в епоху Китайської республіки, керуючи провінцією Цинхай .
За національністю був дунганом.

## Життя

### Сходження на посаду губернатора
У 1936 році за наказом Чан Кайші та за допомогою залишків сил Ма Чжуньїна в Ганьсу та сил Ма Хункуя з Нінся Ма Буфан і його брат Ма Буцін відіграли важливу роль у знищенні 21 800 армії Чжан Готао, які перетнули Хуанхе, намагаючись розширити комуністичну базу. У 1937 році Ма Буфан піднявся за допомогою Гоміньдану і змусив свого дядька Ма Ліня поступитися своєю позицією з поста губернатора. У той момент Ма Буфан став губернатором Цинхаю.
У 1936 році Ма Буфан був призначений командувачем новоствореної 2-ї армії.

### Війна проти Тибету
Ма Буфан мав суперечливі стосунки з тибетським населенням Цинхая. Деякі тибетські буддисти служили в його армії, а інші були розчавлені та вбиті нею.
У 1932 році мусульманські війська Ма Буфанга та китайський генерал Лю Веньхуей розбили тибетську армію 13-го Далай-лами, коли Тибет намагався вторгнутися в провінцію Цінхай . Ма Буфан розгромив тибетську армію та повернув собі кілька повітів у провінції Сікан . Шику, Денгке та інші округи були захоплені у тибетців  , яких відтіснили на інший берег річки Цзіньша .  Ма і Лю попередили тибетських чиновників більше не переходити річку Цзіньша.  Було підписано перемир'я, яке припинило бої.
Після недовгого перемиря за підтримки Гоміндану Ма Буфан знову напав на тибет.

### Японо-китайська війна
У 1937 і 1938 роках японці намагалися зблизитись з Ма Буфаном, але на них не звернули уваги.
Солдати Ма Буфанга утворили 82-а армію під час війни проти Японії .
У 1937 році, коли почалася японська атака в битві при Бейпін-Тяньцзінь, мусульманський генерал Ма Буфан з кліки Ма сповістив китайський уряд про те, що він готовий передати бій японцям у телеграмі. Відразу після інциденту на мосту Марко Поло він організував відправку кавалерійської дивізії під командуванням мусульманського генерала Ма Бяо на схід для бою з японцями. Ма Буцін і Ма Буфан обговорили плани битви проти японців по телефону з Чан Кайші. Найвища елітна кавалерія Ма Буфанга була відправлена проти Японії. Етнічні тюрки — мусульмани-салари становили більшість першої кавалерійської дивізії, яку надіслав Ма Буфан.
Через запеклий опір мусульманської кавалерії Ма Хункуя та Ма Буфанга японці так і не змогли досягти та захопити Ланьчжоу під час війни.  Ма Буфан також перешкоджав японським агентам, які намагалися зв'язатися з тибетцями, і був названий японським агентом «супротивником».
Армія Ма Буфан брала багато кривавих битв проти японців у провінції Хенань . Цінхайські китайці, салари, китайці-мусульмани, дунсян і тибетські війська, яких надіслав Ма Буфан, билися на смерть проти японської імперської армії. Коли вони перемогли японців, мусульманські війська вбили їх усіх, за винятком кількох полонених, яких відправили назад до Цинхаю, щоб довести, що вони перемогли. У вересні 1940 року, коли японці почали наступ на мусульманські війська Цинхай, мусульмани влаштували їм засідку і вбили так багато японців, що вони були змушені відступити. Японці навіть не могли забрати своїх мертвих — замість цього вони відрізали руку від їхніх трупів для кремації та відправлення назад до Японії. Японці більше не намагалися здійснити подібний наступ.
Сінін піддався повітряному бомбардуванню японськими військовими літаками в 1941 році під час Другої китайсько-японської війни. Бомбардування підштовхнуло всі етнічні групи Цинхаю, включаючи місцевих цинхайських монголів і цинхайських тибетців згуртуватися про японської навали .
У 1942 році генералісимус Чан Кайші, голова китайського уряду, відвідав Північно-Західний Китай у Сіньцзяні, Ганьсу, Нінся, Шеньсі та Цінхаї, де він зустрівся з Ма Буфаном. Приблизно в цей час повідомлялося, що в армії Ма було 50 000 елітних солдатів.

### Посол в Саудівський Аравії
У 1957 році, після встановлення дипломатичних відносин між Єгиптом і Китайською Республікою, Ма був переведений Тайбеєм на посаду посла в Саудівській Аравії .  Ма пропрацював на цій посаді чотири роки, він ніколи не повертався на Тайвань. Він перебував на цій посаді з 1957 по 1961 рік до свого звільнення «за звинуваченням у корупції та некомпетентності».  Він залишався в Саудівській Аравії до своєї смерті в 1975 році у віці 72 років.

## Особняк
Особняк Ма Буфан у Сініні, Цинхай, де Ма та його родина жили з 1943 по 1949 рік. У 1938 році Ма Буфан побудував резиденцію для своєї наложниці під назвою Східний особняк.  Штаб-квартиру Ма Буфанга комуністи перетворили на провінційний музей, поки не побудували новий. Наразі тут міститься колекція «Цинхайські культурні реліквії та Інститут археології».

## Кар'єра
- 1928 р. Генеральний офіцер, командуючий 9-ю новою дивізією
- 1932 р. Генеральний офіцер, командуючий II Новим корпусом
- 1938—1949 Військовий губернатор провінції Цінхай
- 1938—1941 рр. — генерал-офіцер, командуючий LXXXII (82) корпусом
- 1943—1945 Головнокомандувач 40-ї групи армій

## Галерея

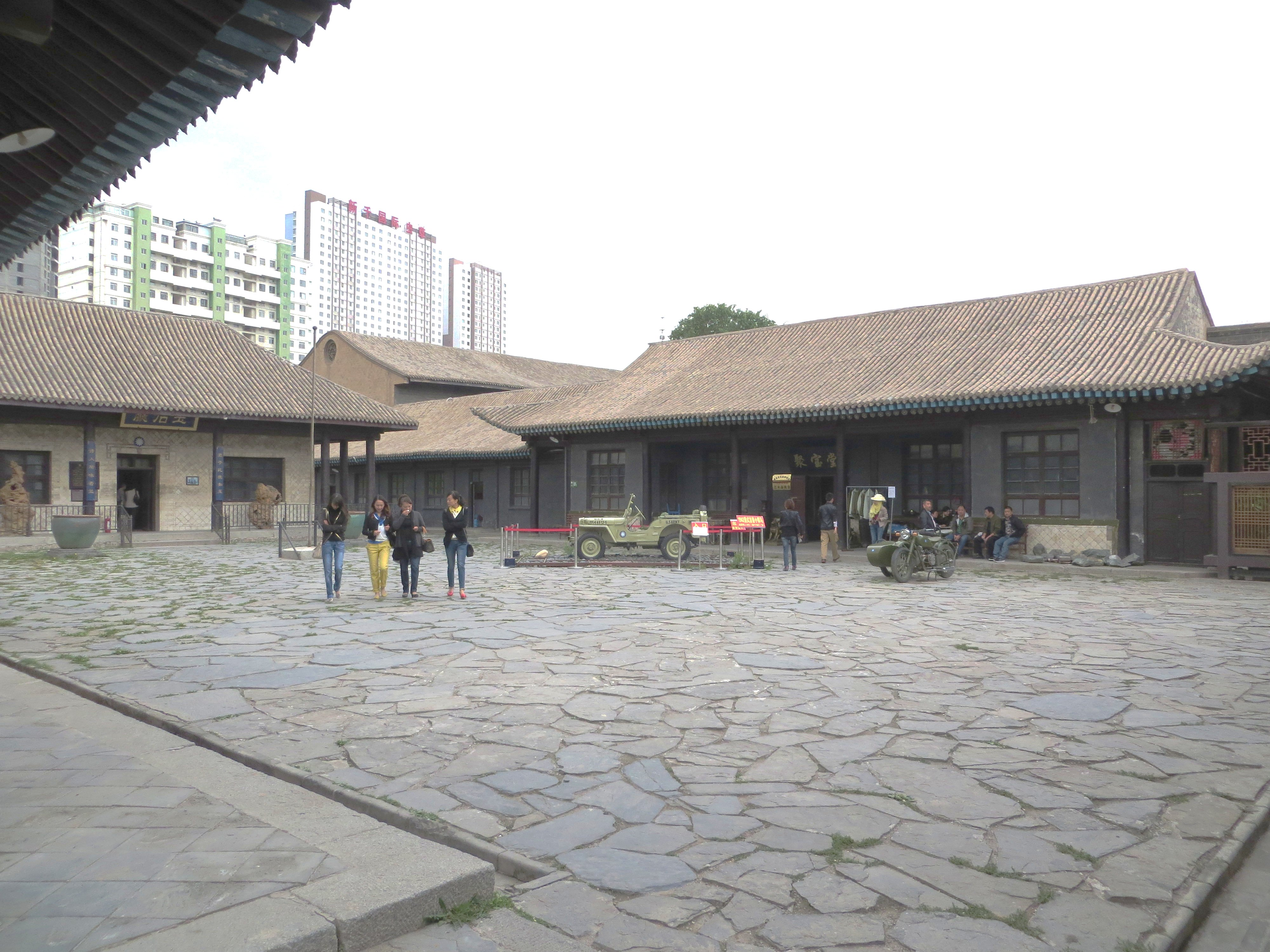
Резиденція Ма Буфану.
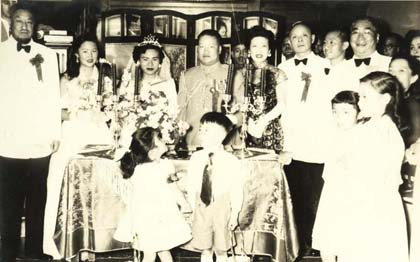
Ма Буфан з послом Гоміндану в Саудівській Аравії в 1955 році.
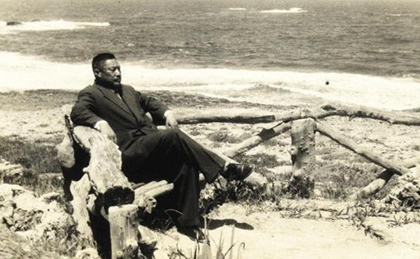
Ма Буфан в Єгипті , 1955 рік.
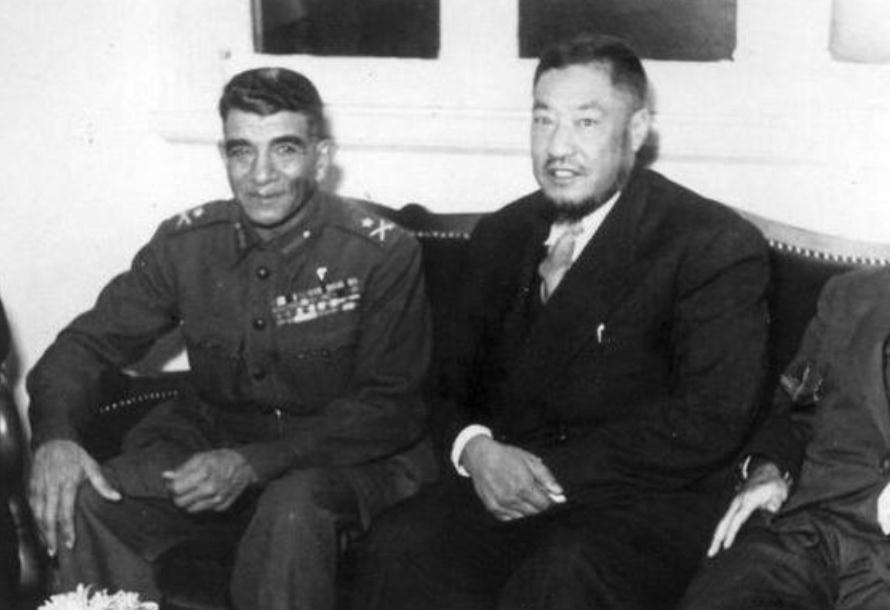
Президент Єгипту Мухаммед Нагіб з генералом Ма Буфангом.